# Instructie (Vaticaan)
Een Instructie is een document van de Romeinse Curie van administratief karakter. Dergelijk document verandert de wet niet, maar legt die uit en geeft aanwijzingen over de toepassing ervan.
Redemptionis Sacramentum (in het Nederlands : Het Sacrament van de Verlossing) is een voorbeeld van dergelijke instructie en handelt over de eucharistieviering.

## Lijst van Instructies
Deze lijst is onvolledig
- Inter Oecumenici, over de juiste uitvoering van de Constitutie over de Liturgie van het Tweede Vaticaans Concilie, 26 september 1964, Congregatie voor de Goddelijke Eredienst en de Regeling van de Sacramenten
- Musicam Sacram, over de kerkmuziek, 5 maart 1967, Congregatie voor de Goddelijke Eredienst en de Regeling van de Sacramenten
- Postquam Apostoli,[1] Richtlijnen voor de bevordering van een wederkerige samenwerking van particuliere Kerken en speciaal voor een meer geschikte verdeling van de geestelijkheid, 25 maart 1980, Congregatie voor de Clerus
- Donum Vitae (De gave van het leven), over de eerbied voor het beginnend menselijk leven en de waardigheid van de voortplanting, 1987, Congregatie voor de Geloofsleer
- Instructie over enige vragen betreffende de medewerking van lekengelovigen aan het dienstwerk van de priesters,[2] 15 augustus 1997, Congregatie voor de Clerus
- Liturgiam Authenticam, over de juiste uitvoering van de Constitutie over de Liturgie van het Tweede Vaticaans Concilie, 28 maart 2001, Congregatie voor de Goddelijke Eredienst en de Regeling van de Sacramenten
- De priester, herder en leidsman van de parochiegemeenschap,[3] 4 augustus 2002, Congregatie voor de Clerus
- Redemptionis Sacramentum (Het Sacrament van de Verlossing), over de eucharistieviering, 25 maart 2004, Congregatie voor de Goddelijke Eredienst en de Regeling van de Sacramenten
- Instructie inzake de criteria om roepingen te beoordelen van personen met homoseksuele neigingen met het oog op hun toelating tot het seminarie en de Heilige Wijdingen, 2005
- Dignitas Personae, over enkele bio-ethische vraagstukken, 8 september 2008, Congregatie voor de Geloofsleer